# Prix des Dames
 (septembre 2017).
Si vous disposez d'ouvrages ou d'articles de référence ou si vous connaissez des sites web de qualité traitant du thème abordé ici, merci de compléter l'article en donnant les références utiles à sa vérifiabilité et en les liant à la section « Notes et références ».
Le prix des Dames est le troisième prix (par son importance) décerné tous les ans par la Société astronomique de France (SAF), après son grand prix international le prix Jules-Janssen, et le prix International d'Astronautique. Cette distinction, créée en 1896 à l'initiative de Sylvie Pétiaux, la première épouse de Camille Flammarion, est décernée pour d'éminents services rendus à la SAF, « soit par des travaux scientifiques, soit par un concours efficace apporté à ses progrès ».

## Lauréats
- 1897 : Dorothea Klumpke[3]
- 1898 : Aymar de La Baume Pluvinel[3]
- 1899 : Ferdinand Quénisset[3]
- 1900 : Émile Touchet[3]
- 1901 : Henri Deslandres[3]
- 1902 : Charles Édouard Guillaume[3]
- 1903 : Émile Bertaux[3]
- 1904 : Maurice Fouché[3]
- 1905 : Georges Secrétan[3]
- 1906 : Raymond Mailhat[3]
- 1907 : Gaëtan Blum[3]
- 1908 : Eugène Leroy[3]
- 1909 : Gaston Armelin[4]
- 1910 : Maurice Ballot[3]
- 1911 : Jean Mascart[5]
- 1912 : Maurice Petit[5]
- 1913 : Henri Beuchat[6]
- 1914 : Lucien Rudaux[3]
- 1915 : Prix non décerné
- 1916 : Prix non décerné
- 1917 : Gabrielle Renaudot[3]
- 1918 : Édouard Annequin[3]
- 1919 : Georges Fournier[7]
- 1920 : André Danjon[3]
- 1921 : André Bloch[5]
- 1922 : Jean Bosler[5]
- 1923 : Gilbert Rougier[8]
- 1924 : André Jarson[9]
- 1925 : Émile Belot[9]
- 1926 : Thérèse Leroy[10]
- 1927 : Fernand Baldet[3]
- 1928 : Maurice Darney[11]
- 1929 : Jules Baillaud[3]
- 1930 : André Hamon[11],[12]
- 1931 : Auguste Budry[3]
- 1932 : Lucien d'Azambuja[3]
- 1933 : Charles Boulet[3],[13]
- 1934 : Jacques Camus[3],[14]
- 1935 : Georges Bidault de l'Isle[3]
- 1936 : Pierre Salet[3]
- 1937 : Robert Sagot[3]
- 1938 : Joseph Leclerc[3]
- 1939 : Georges Bruhat[3]
- 1940 : Prix non décerné
- 1941 : Prix non décerné
- 1942 : Prix non décerné
- 1943 : Prix non décerné
- 1944 : Prix non décerné
- 1945 : André Couder[3]
- 1946 : Paul Couderc[3]
- 1947 : Paul Muller[3]
- 1948 : Daniel Chalonge[3]
- 1949 : Jean Texereau[3]
- 1950 : Charles Bertaud[3]
- 1951 : Berthe Hamon[3]
- 1952 : Gilbert Walusinski[3]
- 1953 : Marguerite d'Azambuja[3]
- 1954 : Lucien Tartois[3]
- 1955 : Charles Fehrenbach[3]
- 1956 : Claude Ballus[3]
- 1957 : Marius Laffineur[3]
- 1958 : Audouin Dollfus[3]
- 1959 : André Duplay[3]
- 1960 : Maurice Faure Geors[3]
- 1961 : Marcel Bidault de L'Isle[3]
- 1962 : Jean Kovalevsky[3]
- 1963 : André Lallemand[3]
- 1964 : Jean Malzac[3]
- 1965 : Maurice Marin[3]
- 1966 : Jean Rösch[3]
- 1967 : Pierre Tardi[3]
- 1968 : Éloi-H. Geneslay[15]
- 1969 : Bernard Clouet[3]
- 1970 : Bruno Morando
- 1971 : Noelle Smagghe[16]
- 1972 : Jean Meeus
- 1973 : Michel Waitz
- 1974 : Jacques Pernet
- 1975 : Jean Dragesco
- 1976 : Marie-Josèphe Martres
- 1977 : Suzanne Débarbat
- 1978 : Philippe de La Cotardière
- 1979 : Jacques Boulon
- 1980 : Paul Baize
- 1981 : Jean Funel
- 1982 : Marcel Geslin
- 1983 : Simone Dumont
- 1984 : Paul Simon
- 1985 : Philippe Wallach
- 1986 : Anny-Chantal Levasseur-Regourd
- 1987 : André Chenevez
- 1988 : Martine Nahon
- 1989 : Roger Ferlet
- 1990 : Noëlle Smagghe Duplay
- 1991 : François Adrien
- 1992 : Joël Minois
- 1993 : Michel Laurent
- 1994 : Monique Gros
- 1995 : Honoré Arioli
- 1996 : André Thiot
- 1997 : Denis Savoie
- 1998 : Prix non décerné
- 1999 : Daniel Crussaire
- 2000 : Michel Sarrazin
- 2001 : Prix non décerné
- 2002 : Marie-Claude Paskoff
- 2003 : Prix non décerné
- 2004 : Philippe Morel
- 2005 : Claude Picard
- 2006 : Nicole Mein
- 2007 : Georges Saccomani
- 2008 : Francis Oger
- 2009 : François Spite
- 2010 : Danielle Briot
- 2011 : Patrick Baradeau
- 2012 : Louis Charrié
- 2013 : Pascal Tamburini
- 2014 : Janet Borg
- 2015 : Hélène Reyss
- 2016 : Prix non décerné
- 2017 : Francis Rocard
- 2018 : Jean-Jacques Jourdanneau
- 2019 : Elisabeth Sablé
- 2020 : Dominique Boust
- 2021 : Philippe Sauvageot
- 2022 : Mourad Cherfi
- 2023 : Jean-Pierre Martin
- 2024 : Fabrice Mottez